# Dirk Mimberg
Dirk Mimberg (* 1. August 1966) ist ein ehemaliger deutscher Behindertensportler.

## Leben
Mimberg stammt aus Schwerte. Trotz einer schweren Behinderung wollte er auf sportliche Betätigung nicht verzichten. Er wurde deshalb Mitglied des TSV Bayer 04 Leverkusen, der eine große Sportabteilung für Behinderte hat. Er wählte als Sportdisziplin die Leichtathletik und innerhalb dieser Sportart Speerwurf, Diskus und Kugelstoßen. Da er schon bald hervorragende Leistungen erbrachte, wurde er in die Deutsche Behindertennationalmannschaft berufen, mit der er bei Weltmeisterschaften und Paralympischen Spielen eingesetzt wurde.

## Sportliche Erfolge
Das erste Mal qualifizierte sich Mimberg für die Sommer-Paralympics 1988 in Seoul. Hier gewann er im Speerwurf und im Kugelstoßen jeweils eine Goldmedaille. Bei den Paralympischen Sommerspielen 1992 in Barcelona schaffte er im Speerwurf und im Kugelstoßen in der Leistungsgruppe TH S 3 jeweils die Bronzemedaille. Bei den Sommer-Paralympics 1996 in Atlanta gewann er erneut im Speerwurf eine Bronzemedaille. Danach beendete er seine Leichtathletik-Laufbahn. Bei den Paralympics 2000 in Sydney war er wieder dabei – diesmal als Mitglied der Deutschen Sitzvolleyball-Nationalmannschaft, allerdings, ohne eine Medaille zu gewinnen. Dirk Mimberg nahm außerdem an den Leichtathletik-Weltmeisterschaften der Behinderten 1990 in Assen teil, bei denen er drei Goldmedaillen errang, je eine im Speerwurf, im Kugelstoßen und im Diskus. Bei den Leichtathletik-Weltmeisterschaften der Behinderten 1994 in Berlin gewann er im Speerwurf die Silbermedaille.
Für seine sportlichen Erfolge wurde er bereits 1993 vom Bundespräsidenten mit dem Silbernen Lorbeerblatt ausgezeichnet.